# Mala hidroelektrana Zeleni vir
Mala hidroelektrana Zeleni vir, MHE Zeleni vir ili Munjara Zeleni Vir je derivacijsko protočna mala hidroelektrana na potoku Curak kod Skrada u Primorsko-goranskoj županiji. Započela je s radom 1922. godine.
Instalirani volumni protok iznosi 4,2 m3/s (2 x 2,1 m3/s), dok je neto konstruktivni pad vode 50 metara. Instalirana snaga iznosi 1,7 MW (0,9 MW + 0,8 MW), srednja godišnja proizvodnja električne energije 7,7 GWh, dok je maksimalna ostvarena godišnja proizvodnja 1984. godine iznosila 9,4 GWh.

## Povijest
Na početku bijaše slučajnost. Strastveni lovac, Selčanin Josip Lončarić, prateći trag ranjenog srnjaka po vrletima Gorskoga kotara, odjedanput je ugledao čarobnu sliku: Ruši se voda iz kakvih 80 metara visine u niži potok koji se opet jakim mlazevima ruši u nizinu. Josip Lončarić bijaše praktičan um, te je samo je na trenutak zastao zadivljen čarobnim prizorom, ali njegov je tehnički um vrlo brzo zaključio kako se prirodna snaga vode može iskoristiti u praktične svrhe. Budući da je bio i uspješan poduzetnik, osim zadivljujuće ljepote, vidio je i mogućnost zarade. Od tog jesenskog dana, daleke 1898., nije prestajao razmišljati o tomu da se vodena snaga Zelenoga vira i potoka Curak pretvori u električnu energiju, koja će osvijetliti Gorski kotar i pokrenuti strojeve brojnih tadašnjih pilana. Ali, od zamisli do njena ostvarenja prošlo je više od dva desetljeća.
Tek je 1915. Josip Lončarić doveo specijalistu za gradnju hidroelektrana Franu Hatzingera, koji je 1915., 1916 i 1917. mjerio protok vode i predložio generalni nacrt elektrane. No, gradnja je odgođena zbog manjka novca, strojeva i hrane. Napokon, u proljeće 1920. utemeljeno je Dioničko društvo za iskorištavanje vodenih sila Gorskoga kotara Zeleni vir. Konačan projekt izgradnje Male hidroelektrane Zeleni vir izradila je poznata tvrtka Peyer i to, ne prema nacrtima inženjera Valerija Reisznera, prema čijim je nacrtima izgrađena i Mala hidroelektrana Ozalj, puštena u rad 1908. U Munjari Zeleni vir bila su predviđena dva električna generatora snage po 1 MVA (1 MW), ali je 28. prosinca 1921. ipak dovršena samo s jednim, snage 1,02 MVA (ostavljen je prostor za ugradnju još jednog koji je u taj prostor ugrađen tek 1961. – 40 godina poslije). Prva električna žarulja, za koju je električnu energiju proizvela Munjara Zeleni vir zasvijetlila je navečer 28. prosinca 1921. u današnjem hotelu Zeleni vir u Skradu. Elektrana je službeno puštena u pogon 29. siječnja 1922. u 11 sati, zabilježili su kroničari. U nazočnosti velikog broja uglednika, njena postrojenja i ljude blagoslovio je mjesni župnik Stjepan Petranović, a taj blagoslov pratio je MHE Zeleni vir svih dosadašnji devet desetljeća njezina rada.
Istodobno s gradnjom MHE Zeleni vir, izgrađene su dvije trafostanice u Skradu i Kupjaku, te 5 kV dalekovod za njihovo napajanje. Kako je bilo izgraditi elektranu na nepristupačnom terenu uz ondašnju tehnologiju teško je i zamisliti, ali njenim završetkom muke graditelja i vlasnika, predvođenih Josipom Lončarićem, nisu prestale. Tu novotariju, koju su zvali električnu struju, skoro nitko nije htio. Neki su bili sumnjičavi zbog neznanja, a drugi zbog interesa. Trgovcima petrolejem nikako nije odgovarala elektrifikacija kućanstava, a industrijalci – poglavito vlasnici pilana, vjerovali su u vodenu paru i besplatnu snagu vode više nego u tu struju, koju su stručnjaci nazivali električnom energijom. No, tvrdoglavi vizionar Josip Lončarić uveo je električnu energiju u svoje kućanstvo i pilanu, besplatno je dijelio žarulje i neumorno promicao novu pogonsku energiju. Električna mreža širila se Gorskim kotarom polako i mukotrpno, ali sigurno.

### Drugi svjetski rat
1942. je zapovjedništvo partizanskih postrojba, koje su tih godina ratovale u Gorskom kotaru, osudilo MHE Zeleni vir na smrt. Izdana je zapovijed da se napadne domobranska postrojba, koja je čuvala elektranu, te da se objekt i postrojenja dignu u zrak kako ne bi služili okupatoru. Partizanski je diverzant, međutim, i sam Goranin i bivši radnik Munjare, umjesto tri paklena stroja namijenjena rušenju MHE Zeleni vir, aktivirao samo manji dio eksploziva ispod stope vodne turbine, što je postrojenje samo onesposobilo za rad, ali ga nije uništilo. Zahvaljujući nepoznatom diverzantu, Munjara Zeleni vir i danas proizvodi električnu energiju na strojevima ugrađenim prije 90 godina.

### Nakon Drugog svjetskog rata
Danas se MHE Zeleni Vir nalazi u okviru sustava HE Vinodol, premda nije u istom hidrotehničkom sustavu.

## Galerija
- Provodnik vode od izvora potoka Curak koji vodi do MHE Zeleni vir.
- Pogled na MHE Zeleni vir s visine.
- Potok Curak u vrijeme visokog vodostaja.
- Strojarnica s originalnim strojevima starim oko 90 godina.